# Comité de Ayuda a los Niños del Pueblo Español
El Comité de Ayuda a los Niños del Pueblo Español fue una organización mexicana creada en 1936 con el fin de alejar a los niños de la República Española del escenario de guerra civil que atravesaba España y proporcionarles asistencia en su nuevo país de acogida temporal y posterior exilio definitivo.  El Comité fue creado bajo el auspicio del presidente mexicano Lázaro Cárdenas del Río y entre sus acciones destacó el viaje y recepción de los denominados «niños de Morelia» en 1937.
El Comité creó una publicación de difusión mensual llamada ¡Ayuda!: boletín del Comité de Ayuda a los Niños del Pueblo Español.

## Niños de Morelia
El Comité de Ayuda a los Niños del Pueblo Español fue el encargado de recibir al buque que se encargaba de trasladar a los 456 menores que llegaron al puerto de Veracruz procedentes de España, así como gestionar el alojamiento y la formación académica en Morelia. Al poco de su recepción, el Comité se vio forzado a reafirmar su potestad sobre los menores exiliados por delante del interés que suscitó la llegada de los niños entre la colonia de españoles residentes en México, entre los cuales surgieron iniciativas individuales para costear la educación y alojamiento de los menores e incluso su adopción, pero que arrojaban dudas sobre su orientación política. El Comité tuvo que defenderse de acusaciones sobre su trabajo con los niños españoles, venidas tanto por parte de medios nacionales de tendencia conservadora como posteriormente por parte del gobierno de Francisco Franco, que lanzó la acusación infundada de haber dejado a los niños en situación de abandono.
Parte de las cartas dirigidas al Comité de Ayuda a los Niños del Pueblo Español, en particular a su presidenta María de los Ángeles de Chávez Orozco remitidas por los padres de los menores acogidos, fueron compiladas y publicadas en 2007 en un libro como homenaje a los exiliados españoles.
La obra del Comité de Ayuda a los Niños del Pueblo Español fue objeto de reconocimiento en 2007 por parte del Gobierno de España cuando condecoró a Amalia Solórzano, primera dama de México durante la presidencia de Lázaro Cárdenas y fundadora del Comité, con la gran cruz de la Orden de Carlos III por su labor y compromiso al cuidado de los niños de Morelia.